# Senza appartenere
Senza appartenere è un singolo della cantautrice italiana Nina Zilli, pubblicato il 6 febbraio 2018 come unico estratto dalla riedizione del quarto album in studio Modern Art Sanremo Edition.

## Descrizione
Il brano, scritto dalla stessa Nina Zilli con Giordana Angi  e Antonio Iammarino, è stato presentato in gara dall'artista al Festival di Sanremo 2018, dove si è classificato alla 17ª posizione.

## Tracce
Download digitale
1. Senza appartenere – 3:16

## Video musicale
Il videoclip, diretto da Gaetano Morbioli, è stato pubblicato il 7 febbraio 2018 sul canale YouTube della cantante.

## Classifiche
| Classifica (2018)         | Posizione massima |
| ------------------------- | ----------------- |
| Italia                    | 74                |
| Italia (airplay italiana) | 24                |